# Deutsche Leichtathletik-Hallenmeisterschaften 1999
Die 46. Deutschen Leichtathletik-Hallenmeisterschaften fanden am 20. und 21. Februar 1999 vor 9500 Zuschauern in der Europahalle in Karlsruhe statt. Zum vierten Mal war Karlsruhe Gastgeber.
Die 3 × 1000 m der Männer wurden am 14. Februar 1999 in Halle (Saale) ausgetragen.
Die Frauen der LG Olympia Dortmund stellten mit der 4-mal-200-Meter-Staffel den Weltrekord ein. Danny Ecker gewann im Stabhochsprung mit neuem deutschem Rekord und Nicole Humbert mit Meisterschaftsrekord.

## Medaillengewinner

### Männer
| Disziplin      | Gold                                                                                | Leistung     | Silber                                                                 | Leistung     | Bronze                                                                                               | Leistung     |
| -------------- | ----------------------------------------------------------------------------------- | ------------ | ---------------------------------------------------------------------- | ------------ | --- | ------------ |
| 60 m           | Patrick Schneider (LG Salamander Kornwestheim)                                      | 6,54 s       | Marc Blume (TV Wattenscheid 01)                                        | 6,57 s       | Alexander Kosenkow (TV Wattenscheid 01)                                                              | 6,67 s       |
| 200 m          | Holger Vogelgsang (VfL Sindelfingen)                                                | 21,11 s      | Florian Schwarthoff (LAC Quelle Fürth/München)                         | 21,37 s      | Stefan Holz                                                                                          | 21,44 s      |
| 400 m          | Lars Figura (SV Werder Bremen)                                                      | 46,58 s      | Michael Dragu (LAG Siegen)                                             | 47,44 s      | René Oblong (TSV Bayer 04 Leverkusen)                                                                | 47,50 s      |
| 800 m          | Nico Motchebon (LAC Quelle Fürth/München)                                           | 1:45,38 min  | Tarik Bourrouag (TSV Bayer 04 Leverkusen)                              | 1:46,50 min  | Oliver Daum (LG Staufen)                                                                             | 1:46,55 min  |
| 1500 m         | Dirk Heinze (SV Creaton Großengottern)                                              | 3:38,42 min  | Imram Sillah (Allgemeiner Rather Turnverein)                           | 3:42,44 min  | Jan Fitschen (TV Wattenscheid 01)                                                                    | 3:42,82 min  |
| 3000 m         | Rüdiger Stenzel (TV Wattenscheid 01)                                                | 8:02,88 min  | Jirka Arndt (SC Charlottenburg)                                        | 8:03,37 min  | Guido Streit (TSV Bayer 04 Leverkusen)                                                               | 8:04,16 min  |
| 60 m Hürden    | Ralf Leberer (SSV Ulm 1846)                                                         | 7,65 s       | Jan Schindzielorz (LAC Quelle Fürth/München)                           | 7,66 s       | Eric Kaiser (LG Wedel-Pinneberg)                                                                     | 7,75 s       |
| 4 × 200 m      | VfL SindelfingenStefan Holz Tobias Unger Marc Kochan Wolfram Ebner                  | 1:27,40 min  | ASV KölnThorsten Knöpker Andre Thomson Jacek Balin Veit Wolff          | 1:27,97 min  | LG Eintracht FrankfurtFlorian Gamper Christian Geiser Holger Kunz Patrick Wirth                      | 1:30,41 min  |
| 4 × 400 m      | LAC Quelle Fürth/MünchenNorbert Wörlein Mark Eplinius Stefan Bönisch Nico Motchebon | 3:08,22 min  | ASV KölnDaniel Bittner Marco Knospe Alexander Kuhnert Alexander Müller | 3:09,45 min  | LG Olympia DortmundMarcel Dornieden Manuel Dornemann Sebastian Debnar-Daumler Ulrich Schnorrenberger | 3:12,22 min  |
| 3 × 1000 m     | LAC Quelle Fürth/MünchenChristian Knoblich Mark Eplinius Nico Motchebon             | 7:02,79 min  | SV Creaton GroßengotternRalf Aßmus Dirk Heinze Nils Schumann           | 7:03,79 min  | LG StaufenStefan Eberle Marcus Schlecht Oliver Daum                                                  | 7:10,68 min  |
| 5000 m Gehen   | Andreas Erm (LAC Halensee Berlin)                                                   | 19:32,86 min | Axel Noack (OSC Berlin)                                                | 19:51,51 min | Mike Trautmann (LGV Gleina)                                                                          | 20:04,93 min |
| Hochsprung     | Martin Buss (OSC Berlin)                                                            | 2,29 m       | Christian Rhoden (TSV Bayer 04 Leverkusen)                             | 2,21 m       | Roman Fricke (SV Werder Bremen)                                                                      | 2,17 m       |
| Hochsprung     | Martin Buss (OSC Berlin)                                                            | 2,29 m       | Christian Rhoden (TSV Bayer 04 Leverkusen)                             | 2,21 m       | Kristofer Lamos (LG Eintracht Frankfurt)                                                             | 2,17 m       |
| Stabhochsprung | Danny Ecker (TSV Bayer 04 Leverkusen)                                               | 5,90 m NR    | Andrei Tivontschik (USC Mainz)                                         | 5,85 m       | Tim Lobinger (ASV Köln)                                                                              | 5,80 m       |
| Weitsprung     | Konstantin Krause (LG Ohra/Hörsel)                                                  | 8,04 m       | Frank Busemann (LG Olympia Dortmund)                                   | 7,85 m       | Hans-Ulrich Mayer (MTG Mannheim)                                                                     | 7,56 m       |
| Dreisprung     | Charles Friedek (TSV Bayer 04 Leverkusen)                                           | 16,99 m      | Karsten Richter (LAV Bayer Uerdingen/Dormagen)                         | 16,38 m      | Thomas Moede (Berliner LG Ost)                                                                       | 16,15 m      |
| Kugelstoßen    | Michael Mertens (LG Göttingen)                                                      | 19,65 m      | Detlef Bock (SC Charlottenburg)                                        | 19,29 m      | Steffen Beck (FV Salamander Kornwestheim)                                                            | 18,87 m      |

### Frauen
| Disziplin      | Gold                                                                            | Leistung        | Silber                                                                  | Leistung     | Bronze                                                    | Leistung     |
| -------------- | ------------------------------------------------------------------------------- | --------------- | ----------------------------------------------------------------------- | ------------ | --------------------------------------------------------- | ------------ |
| 60 m           | Andrea Philipp (LG Olympia Dortmund)                                            | 7,21 s          | Shanta Ghosh (LC Rehlingen)                                             | 7,27 s       | Marion Wagner (USC Mainz)                                 | 7,28 s       |
| 200 m          | Esther Möller (LG Olympia Dortmund)                                             | 23,02 s         | Gabi Rockmeier (LG Olympia Dortmund)                                    | 23,08 s      | Grit Breuer (SC Magdeburg)                                | 23,11 s      |
| 400 m          | Grit Breuer (SC Magdeburg)                                                      | 51,77 s         | Anja Rücker (TuS Jena)                                                  | 52,22 s      | Anja Knippel (Erfurter LAC)                               | 52,71 s      |
| 800 m          | Simone Beutelspacher (VfL Sindelfingen)                                         | 2:02,93 min     | Kathleen Friedrich (LAC Erdgas Chemnitz)                                | 2:03,13 min  | Carmen Wüstenhagen (LAZ Leipzig)                          | 2:04,04 min  |
| 1500 m         | Sylvia Kühnemund (Hallesche LAF)                                                | 4:24,35 min     | Luminita Zaituc (LG Braunschweig)                                       | 4:24,85 min  | Doreen Walter (LAC Erdgas Chemnitz)                       | 4:24,97 min  |
| 3000 m         | Luminita Zaituc (LG Braunschweig)                                               | 9:09,56 min     | Sylvia Kühnemund (Hallesche LAF)                                        | 9:12,50 min  | Michaela Möller (LG Ratio Münster)                        | 9:14,03 min  |
| 60 m Hürden    | Birgit Hamann (VfL Sindelfingen)                                                | 8,08 s          | Heike Blaßneck (LG Eintracht Frankfurt)                                 | 8,12 s       | Jennifer Komoll (Team Niederrhein)                        | 8,20 s       |
| 4 × 200 m      | LG Olympia DortmundEsther Möller Gabi Rockmeier Birgit Rockmeier Andrea Philipp | 1:32,55 min =WR | USC MainzFlorence Ekpo-Umoh Mona Steigauf Julia Wollstadt Marion Wagner | 1:36,63 min  | OSC BerlinKatja Grun Nadja Hack Anja Schmitz Claudia Volk | 1:37,39 min  |
| 3000 m Gehen   | Melanie Seeger (LG Potsdam LSH)                                                 | 12:43,65 min    | Annett Amberg (LAZ Leipzig)                                             | 12:44,11 min | Gabriele Herold (LAZ Leipzig)                             | 12:52,52 min |
| Hochsprung     | Daniela Rath (TSV Bayer Leverkusen)                                             | 1,91 m          | Elena Herzenberg (ABC Ludwigshafen)                                     | 1,84 m       | Dorothea Brüggmann (TK Hannover)                          | 1,81 m       |
| Stabhochsprung | Nicole Humbert (ASV Landau)                                                     | 4,45 m MR       | Nastja Ryjikh (LAZ Zweibrücken)                                         | 4,30 m       | Christine Adams (TSV Bayer 04 Leverkusen)                 | 4,20 m       |
| Weitsprung     | Heike Drechsler (ABC Ludwigshafen)                                              | 6,76 m          | Susen Tiedtke (LAC Erdgas Chemnitz)                                     | 6,53 m       | Inga Leiwesmeier (LC Paderborn)                           | 6,48 m       |
| Dreisprung     | Katja Umlauft (SC Berlin)                                                       | 13,53 m         | Nicole Herschmann (OSC Berlin)                                          | 13,27 m      | Ramona Molzan (LAC Quelle Fürth/München)                  | 13,11 m      |
| Kugelstoßen    | Nadine Kleinert (SC Magdeburg)                                                  | 18,79 m         | Nadine Banse (SC Neubrandenburg)                                        | 16,84 m      | Nadine Beckel (Schweriner SC)                             | 16,66 m      |